# Plectrocnemia rostrata
Plectrocnemia rostrata is een fossiele soort schietmot uit de familie Polycentropodidae.